# سيلينا روزين
سيلينا روزين (بالإنجليزية: Selina Rosen)‏ هي كاتبة خيال علمي أمريكية، ولدت في 2 فبراير 1960 في أركنساس في الولايات المتحدة.

## وصلات خارجية
- الموقع الرسمي